# بو يونج تي
بو يونج تي (2 سبتمبر 1985 بكوريا الجنوبية - ) هو لاعب كرة قدم كوري جنوبي في مركز الهجوم. لعب مع نادي بوسان أي بارك وUlsan Hyundai Mipo Dockyard FC ‏ وبيرسيبايا سورابايا ودايجون هانا سيتزن وYangju Citizen FC ‏.

## روابط خارجية
- بو يونج تي على موقع دوري كوريا الجنوبية (الإنجليزية)
- بو يونج تي على موقع Soccerway.com (الإنجليزية)